# Реляция про Киев
«Реляция про Киев» (лат. Relatio de Kiovia) — реляция, написанная гетманом Украины Филиппом Орликом на латинском языке в 1711 году, в которой излагается мысль о том, что Россия не имеет права владеть городом Киевом и всей Украиной. Оригинал реляции хранится в шведском государственном архиве.
В данной реляции Орлик придерживается хазарской теории происхождении казаков, и объясняет принадлежность Киева Гетманщине тем, что до завоевания города Олегом Вещим и польским королем Болеславом Храбрым Киев принадлежал Хазарскому каганату, правители которого, по мнению Орлика, со временем стали называться «Казацкими Гетманами». Несмотря на то что Орлик не спешит присваивать казакам историю Руси, он отрицает ее преемственность и за Россией, называя ее в реляции лишь «государством Московским» и утверждая что последняя «никогда раннее не владела этими (Украиной) землями».

## Текст реляции
Перевод с латинского:

«Москва претендует на столицу Украины город Киев, и пытается отделить его от Украины не по праву, поскольку Князья Киева с давних времён всегда были данниками Хазарских Каганов, что потом были названы Казацкими Гетманами. [Это продолжалось] аж до Князя Рюрика, который прибыл с Великого Новгорода ради достижения княжеской власти над Киевом и установил повинность и налоги, что больше не должны были платиться Гетману Казаков. В дальнейшем, когда Польский Король Болеслав Храбрый подчинил своей власти завоёванный оружием Киев вместе со всей Украиной, Отчизной Казацкой, аж до Чёрного Моря, то так с тех времён и до войны Хмельницкого, Гетмана Казаков, то есть Войска Запорожского, Киев и вся Украина была во владении польском. Хмельницкий, заключённым союзом с Крымом и сильным соединением оружия, освободил от Ярма Польского Рабства не только Киев, частицу Украины, но и целую Украину по обе стороны Днепра как древнее наследие Казаков, и вместе со всеми ими по Свободной Воле поверил себя Протекции Московской. Впрочем, с древних времен у Москвы не было ни одного Права в отношении Украины. Не может Москва также пустомелить, что Киев им приобретен от Поляков в соответствии с заключенными договорами, поскольку перед этим Поляки по договорам восстановили Казацкое владение Киевом, а Казаки [получили то же] по наследственному праву, даже при том, что сейчас за преюдицией над ним узурпировано владение Москвой. Ведь Поляки не могли уступить Киев Москвину, потому что уже не имели его под своей властью, а Казаки без всякого препятствия с Польской стороны на протяжении более тридцатилетнего срока до того, как Москвин основал с поляками вечный дружеский союз, пользовались в отношении него [Киева] мирной и свободной Собственностью. Никто не передает то, что ему не принадлежит. И до того незаконно Москвины жаждут Киев, что их жажда никоим образом не идет к другой цели, как к тому, что если Киев, расположенный в сердцевине Украины, мог бы, согласно их левым донесениям, принадлежать к их владению, то Украина бы колебалась касательно своего полного Своего Освобождения от их насильственного Ярма, и должна была бы клеится против воли к их частям. И всегда Украина для своей защиты будет иметь связанные руки, поскольку Москвины, имея силу в ее сердцевине, в какое либо время могут в найлегчайший способ подчинить ее своим желаниям. Потому Москвины безрассудно, или скорее лукаво, пытаются отделить от Украины Киев, который всегда был неотъемлемым. Украина включает в себя также и другие княжества, в частности Черниговское и Северское, и касательно их Москвин не имеет никакого законного владения, поскольку никогда не владел ими»
.